# عبدالحمید اشراق خاوری

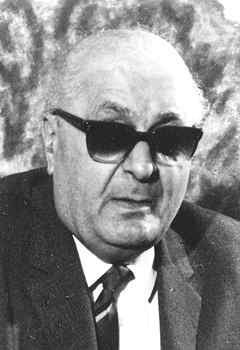
عبدالحمید اشراق خاوری، پژوهشگر بهائیت

عبدالحمید اشراق خاوری (۱۸ مهر ۱۲۸۱ – ۱۵ مرداد ۱۳۵۱) پژوهشگر بهائیت بود.

## آثار
- مائده آسمانی (۹ جلد)
- رحیق مختوم (دو جلد)
- اسرار ربانی (دو جلد)
- اذکار المقربین (سه جلد)
- تسبیح و تهلیل
- دائرةالمعارف امری (۱۹ جلد)
- قاموس ایقان (چهار جلد)
- محاضرات (دو جلد)
- تلخیص تاریخ نبیل زرندی[۲]
- امین و مأمون، جرجی زیدان، ترجمه عبدالحمید اشراق خاوری، کتابفروشی ابن سینا، ۱۳۱۹
- اَقداحُ الفلاح
- پیام ملکوت
- تقویم تاریخ امر
- درج لعالی هدایت
- رساله ایام تسعه
- گنج شایگان
- گنجینه حدود و احکام